# Политика жёсткой экономии СРР (1980-е)
В 1980-х годах президент Николае Чаушеску ввёл в Румынии политику жёсткой экономии. Последняя была введена для того, чтобы выплатить все внешние долги по кредитам, взятым государством в 1970-х годах. Начатая в 1981 году, политика жёсткой экономии привела к стагнации экономики в 1980-х годах, будучи «своеобразной шоковой терапией», приведшей к снижению конкурентоспособности румынской экономики и снижению объёмов экспорта.
Жёсткая экономия в итоге негативно сказалась на уровне жизни румын, увеличился дефицит. Всё это привело в 1989 году к революции и потере власти РКП.

## Истоки
В период с 1950 года по 1975 год экономика Румынии очень быстро росла, она имела одни из наиболее высоких показателей в мире. Николае Чаушеску считали в 1960-х и начале 1970-х годов одним из самых «информированных» восточно-европейских глав государств. Благодаря своей внутренней политике, он пытался в конце 1960-х годов получить поддержку народа. Так, он увеличил заработную плату, реформировал пенсионную систему и применял другие меры.
Несмотря на то, что экономика продолжала расти и в 1970-х годах, большая часть этого роста была достигнута за счёт инвестиций в тяжёлую промышленность (34,1% от ВВП, в пятилетку с 1971-1975 гг.), а не за счёт потребления. В некоторых отраслях, таких как нефтехимия и сталь, было создано производственных мощностей больше, чем был спрос на них на местных и доступных внешних рынках, в результате чего появились недостаточно используемые мощности. В целом, экономика Румынии страдала сочетанием продуктивных и неэффективных элементов, опиралась на материальные планы, а не на прибыль. Это приводило к фальсификации статистических данных и большим запасам непроданной продукции.
Румынская экономика имела сильный перекос в сторону крупных предприятий: 87 % всех промышленных рабочих и 85 % промышленного производства были сосредоточены на предприятиях численностью более 1000 сотрудников. Это приводило к недостаточной гибкости экономики страны.

## Международные кредиты
В начале 1970-х годов западные страны готовы были финансировать приобретение Румынией новых технологий с помощью кредитов, выданных по политическим соображениям. В итоге долги Румынии западным кредиторам выросли с 1,2 млрд долларов (1971 год) до рекордных 13 млрд долларов в 1982 году. А энергетический кризис 1970-х годов, в сочетании с повышением процентных ставок, сделали Румынию неспособной платить по долгам.
В 1981 году чтобы погасить свои долги должным образом, Румыния запросила у МВФ кредитную линию и затем стала проводить курс по выплате всех своих долгов. Как рекомендовали в МВФ, импорт был сокращён, а экспорт — увеличен. Эффект от сокращения импорта в Румынии, бывшей чистым импортёром продовольствия с Запада, однако, не был правильно оценен зарубежными аналитиками. Всё это привело к нехватке продовольствия.
К 1986 году Чаушеску выплатил половину долга Румынии, а в начале 1989 года — выплатил все долги страны, с опережением графика оплаты.
Тем не менее, политика жесткой экономии продолжалась — даже после выплаты всех долгов.

## Политика экономии
Чаушеску начал свою программу жёсткой экономии с непоколебимым планированием и без централизованного реформирования. Внутренние энергетические ресурсы были направлены властями на неэффективную продукцию, предназначенную для экспорта. Даже предметы первой необходимости, такие как продукты питания, отопления, электричества и медицинской помощи были нормированы. Инфраструктуру в итоге оставили распадаться. По данным МВФ, в связи с жёсткой экономией, в 1983 году уровень падения жизни румын составил от 19 % до 40 %.

### Инфляция и снижение реальных доходов населения
Начиная с 1978 года правительство страны приступило к повышению цен, которые были стабильными до сих пор. Во время первой волны роста, повысились цены на еду, услуги, общественный транспорт, одежду, древесину и изделия из неё. В 1979 году вторая волна повышения цен затронула энергоносители. Были повышены цены на бензин, природный газ и электроэнергию.
На протяжении 1982 года цены были ещё увеличены. Первоначально планом предусматривалось только однажды значительно увеличить цены по основным продуктам. Но в конечном счёте было принято решение повышать цены постепенно и для всех продуктов. В итоге за один 1982 год цены увеличились на 35 %. Наряду с ограничением использования энергии, цена на неё была увеличена, например: рост на электричество составил 30 %, а на природный газ — 150 %.
В октябре 1982 года ЦК РКП одобрил закон об участии работников в инвестиционных фондах государственных компаний. Посредством этого документа, рабочие получили «право» (на практике это было обязательным) инвестировать деньги — стали, теоретически, совладельцами компании. Практически это означало снижение заработной платы на ту долю, которая была отдана в инвестиционный фонд компании. В декабре 1982 года была проведена ещё одна реформа, по системе зарплат. Суть её заключалась в том, что часть зарплаты должна была быть выплачена рабочим, только если компания достигла своей цели. Эта часть изначально равнялась 24 %, а затем увеличилась до 27 %. Эти цели часто не достигались. Де-факто это означало опять уменьшение заработной платы.
Реальные доходы населения начали сокращаться не только из-за инфляции, но и из-за отсутствия в открытой продаже определённых товаров. В то же время процветал чёрный рынок, недоступный большинству людей.

### Государственные сокращения
По утверждению румынского историка Влада Георгеску, государство, похоже, отказалось от своих социальных функций, а "социальные расходы" в 1980-х годах сократились. Так, согласно данным, предоставленным в СЭВ, в период с 1980 года по 1985 год, сокращения коснулись расходов на жилищную сферу (37%), здравоохранение (17%), а также на образование, культуру и науку (53%).
Сокращения на здравоохранение привели к увеличению младенческой смертности (один из самых высоких в Европе) и повышению количества заболевших СПИДом. Болезнь передавалась в больницах, через повторное использование игл для подкожных инъекций.

### Нехватка продовольствия
Сельское хозяйство Румынии игнорировалось, так как правительство страны было сосредоточено на её индустриализацию. При этом более 30% рабочей силы было занято в сельском хозяйстве, которое было крайне неэффективным. При этом в хозяйство вкладывалось мало денег и расходовались они  неправильно. Несмотря на это, сельскому хозяйству Румынии всё еще не хватало рабочей силы. Пытаясь всячески решить проблему, государство ежегодно отправляло миллионы школьников и студентов (2,5 млн в 1981 году, 2 млн в 1982 году) на сбор урожая или другие необходимые полевые  работы.
Румыния начала испытывать хроническую нехватку продовольствия. Несмотря на все попытки правительства решить проблемы, они  сохранялись на всём протяжении 1980-х годов. Начиная с 1983 года, колхозы и единоличники должны были сдавать продукцию  государству (нечто подобное было отменено в 1956 году). А при продаже своей продукции на фермерских рынках они должны были придерживаться строгих ценовых потолков, установленных властями.
В 1981 году на основные продукты питания была установлена карточная система. Карточки были введены на хлеб, молоко, растительное масло, сахар и мясо. По инициативе Чаушеску стартовала программа «Рационального питания», в качестве «научного плана» для ограничения потребления румынами калорий. Утверждалось, что румыны едят слишком много. Чаушеску пытался уменьшить потребление гражданами калорий на 9-15 %, до ежедневного показателя в 2800-3000 калорий. А в декабре 1983 года вышла новая диетическая программа (на 1984 год), которая устанавливала потребление даже ниже допустимого уровня.

### Потребление энергии
Выработку электроэнергии и централизованное теплоснабжение часто останавливали в целях экономии энергии, что приводило к трудностям во время зимы. В большинстве квартир до одного дня в неделю была уменьшена подача горячей воды. Неожиданные отключения электроэнергии затронули даже больницы, которые должны регулярно функционировать. Например, зимой 1983 года десятки новорождённых детей, находившихся в отделениях интенсивной терапии умерли из-за отключения электроэнергии в инкубаторах. Уличное освещение также часто выключалось и, как правило, было сведено к минимуму.
Бензин был строго нормирован. Частным автовладельцам разрешалось покупать до 30 литров бензина в месяц. Регулярно вводились запреты на частное вождение. В целях экономии топлива, СМИ даже обращались к крестьянам, чтобы заменить механические работы ручными и использовать телеги и лошадей вместо грузовых автомобилей и тракторов.

## Революция 1989 года
Жёсткая экономия, а также политические репрессии стали основными причинами протестов и разразившейся в 1989 году революции. Экономическая политика Чаушеску изолировала его не только от народа, но и от партии (как видно по «Письму Шести», в марте 1989 года), а также от армии.